# Cotoneaster cinnabarinus
Cotoneaster cinnabarinus är en rosväxtart som beskrevs av Sergei Vasilievich Juzepczuk. Cotoneaster cinnabarinus ingår i släktet oxbär, och familjen rosväxter. Inga underarter finns listade i Catalogue of Life.